# تروون آلن
تروون آلن (انگلیسی: Trevon Allen؛ زادهٔ ۱۶ فوریهٔ ۱۹۹۸) بازیکن بسکتبال اهل ایالات متحده آمریکا است.